# 南ベトナム軍事援助司令部

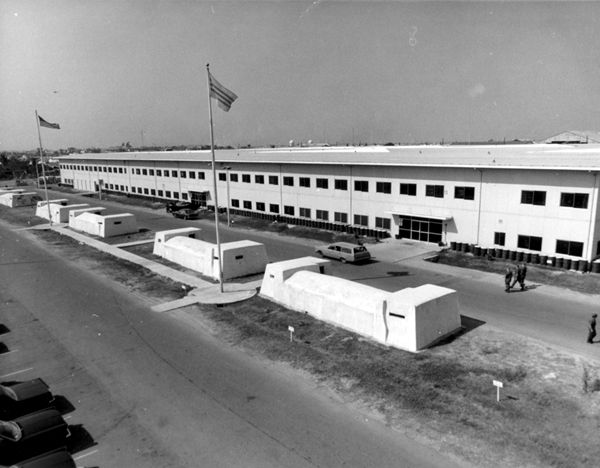
タンソンニャット空軍基地内に位置したMACV本部ビル、通称ペンタゴン・イースト

南ベトナム軍事援助司令部（U.S.Military Assistance Command,Vietnam、通称MACV）は、1962年2月8日にアメリカ合衆国によって設立されたベトナム戦争に対する軍事介入戦闘部隊。

## 概要
MACVは1950年に組織されたインドシナ米軍事援助顧問団の流れを汲む組織で、1955年に南ベトナム米軍事援助顧問団として改組された組織が、当時のアメリカ大統領ジョン・F・ケネディによってさらに改組された軍事組織である。指令本部を南ベトナムのタンソンニャット空軍基地に置いていた。ベトナム化政策やパリ協定を受け1973年に解散となった。後継組織は在南ベトナムアメリカ武官事務所。初代司令官は前述の南ベトナム米軍事援助顧問団の司令官を務めていたポール・ハーキンス大将（1962 - 64年）、南ベトナム軍事援助司令部へと組織が改組されてからはウィリアム・ウェストモーランド大将が1964年に司令官へと就任、次いでクレイトン・エイブラムス大将が1968年に、フレデリック・ウェイアンド大将が1972年にそれぞれ司令官へと就いていた。

## 組織構成
MACVの主要な構成部隊は以下である。なお英語版該当記事が示されている物に関しては、訳語は暫定的なものであることに留意されたい。
- 在ベトナム米陸軍（英語版）

南ベトナムにおける米陸軍の作戦と南ベトナム軍への後方支援を担当した。憲兵部隊や医療班も管轄した。ジョージ・パットン4世が所属していたことでも知られる。
- 在ベトナム第1野戦軍（英語版）

中部高原等を主戦場としており、騎兵師団（ヘリコプター）やエアボーン、砲兵部隊を組織した。司令部はリゾート地としても知られるニャチャンに位置していた。
- ベトナム第2野戦軍

構成組織は第1野戦軍に似る。テト攻勢やカンボジア作戦に参加した部隊の指揮監督を担当した。一時期フレデリック・ウェイアンドとジュリアン・イーウェルが司令官を務めていた。
- 第24軍団（英語版）

第二次大戦中に沖縄戦に参加した部隊としても知られる。1949年に一旦解散するも1968年にテキサス州フォート・フッドにて再組織化される。
- 第3海兵遠征軍

第二次世界大戦に参加した後1946年6月10日付で解散となっていたが、1965年5月6日にウィリアム・R・コリンズ少将を司令官としてダナンにて再組織化される。第1野戦軍の管轄地域を共に担い中部高原北部地域を主戦場としていた。第1海兵師団、第3海兵師団、第1海兵航空団を隷下部隊としていた。
- 在ベトナム海上軍（英語版）

ベトナム戦争における米海軍の作戦指揮及びシービーや軍事海上輸送司令部など海上作戦の一切を管轄した。エルモ・ズムウォルト・ジュニアが海軍中将時代に司令官についていた。
- 第7空軍

ジョセフ・ハロルド・ムーア中将を司令官とし、ベトナム戦争におけるアメリカ空軍の作戦指揮の一切を1966年から1973年まで第13空軍 と共同で第7及び第13空軍として管轄した。
- 第5特殊部隊群（英語版）

グリーン・ベレーの指揮監督を担当した。
- 民事作戦及び計画的発展援助計画（英語版）

フェニックス作戦等の秘密作戦を担当し、民間不正規戦グループ等の非正規兵や民兵への教育なども管轄した。また、名目上は和平工作という面を持っていたためロバート・ウィリアム・コウマーが指導的立場に位置していた。
- 南ベトナム軍事援助司令部研究監視群（英語版）

不正規戦争を主に担当し、心理戦等高度な作戦を管轄した。組織の性格上高度に機密化されていた。トンキン湾事件を「演出」したことでも知られる。戦場から人員を回収するための技術開発も行っており、チャールズ・マグワイア曹長にちなんで名づけられたマグワイア・リグやフルトン回収システムはSOGによって開発されたものである。
- 野戦顧問部隊（Field Advisory Element, MACV）

南ベトナム軍への作戦立案や訓練、偵察作戦への支援を担当した。

## 背景

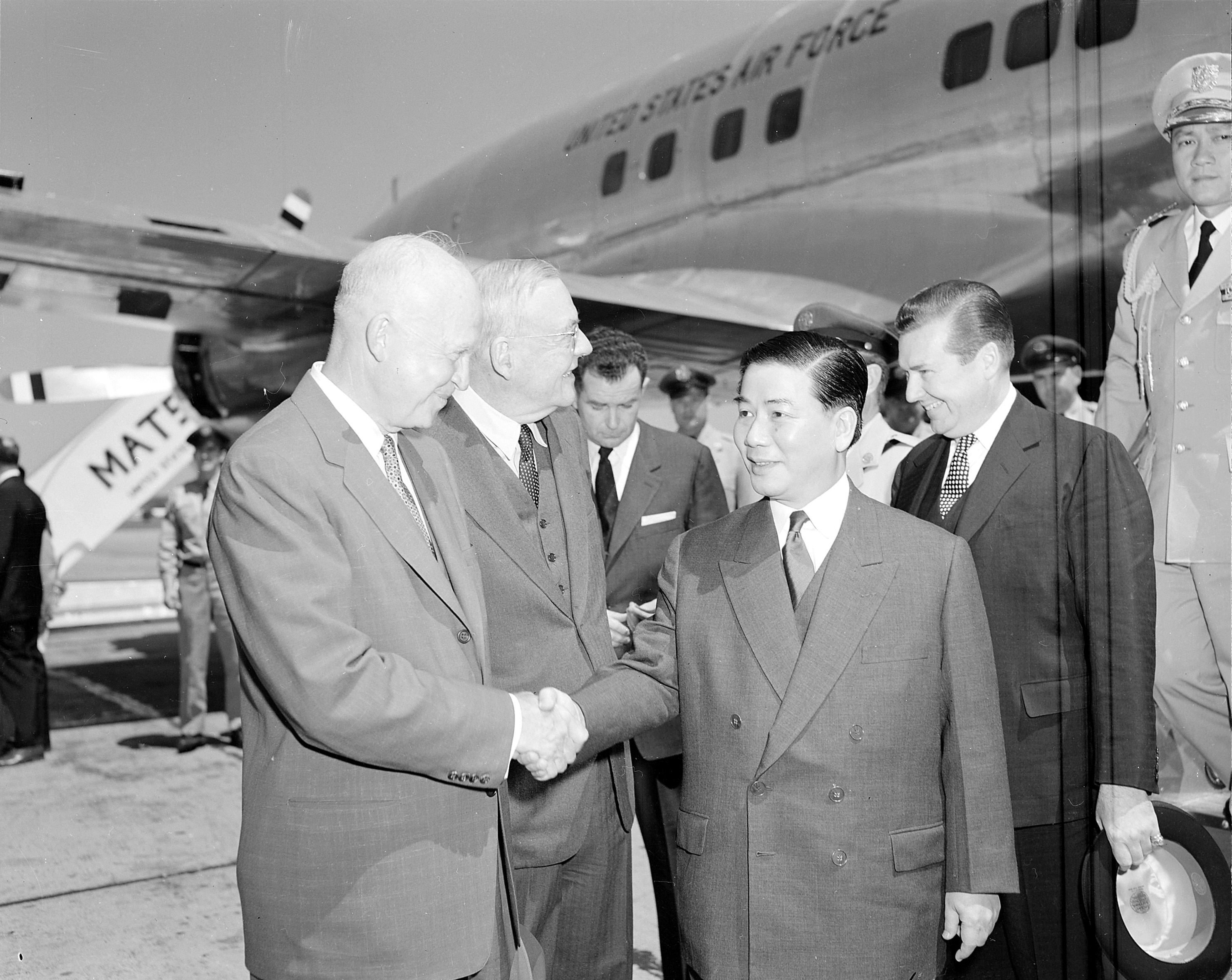
ワシントンD.C.を訪れたゴ・ディン・ジエムを迎えるアメリカのドワイト・D・アイゼンハワー大統領

1954年10月23日に実施されたアイゼンハワー大統領とゴ・ディン・ジエム大統領による会談でアイゼンハワーはアメリカ軍による軍事援助を約束し、ベトナム戦争に本格的に介入することとなった。アメリカは軍事顧問をベトナムへ送り出し、ベトナムにおける軍事活動を開始したが、1959年にテロによる軍事顧問殺傷事件にて、初めてのアメリカ人犠牲者を出すことになる。これをきっかけとしてアイゼンハワーは「我々の力が有益である限りアメリカの援助を継続する」との声明を出し、さらなる軍事援助強化の姿勢を強調した。
その後、ケネディ大統領はアイゼンハワーの後を引き継ぐ形で、戦闘部隊を直接投入する動きを見せる。その際に組織されたのが、南ベトナム軍事援助司令部（MACV）である。MACVの設立とケネディの派兵増強により、南ベトナム内におけるアメリカ軍兵力は11,300名となった。
1973年3月29日に廃止され、後に在南ベトナムアメリカ武官事務所へと継承された。